# Hasekura Tsunenaga

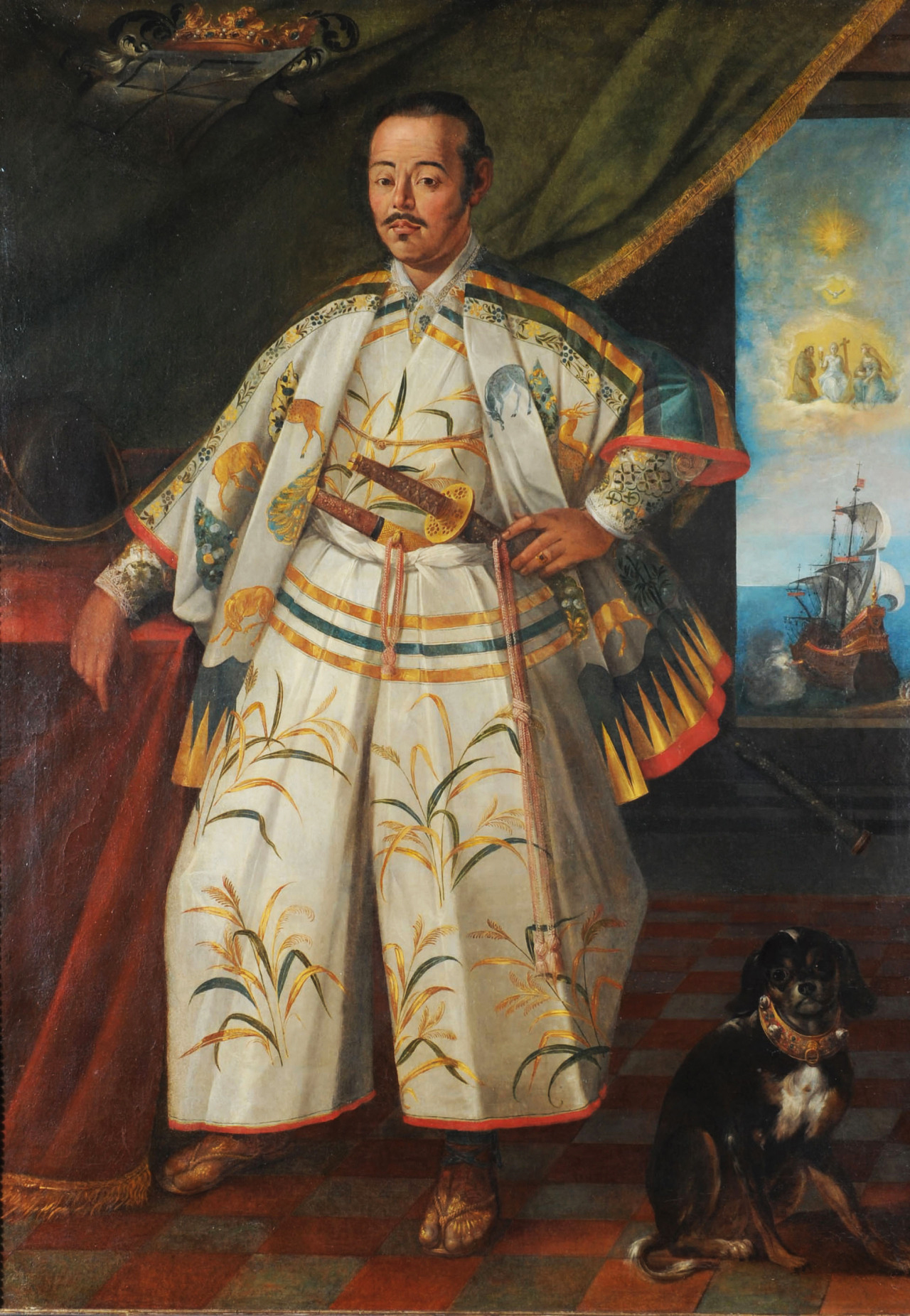
Hasekuras Porträt während seiner Mission in Rom 1615 von Claude Deruet, Galleria Borghese, Rom.

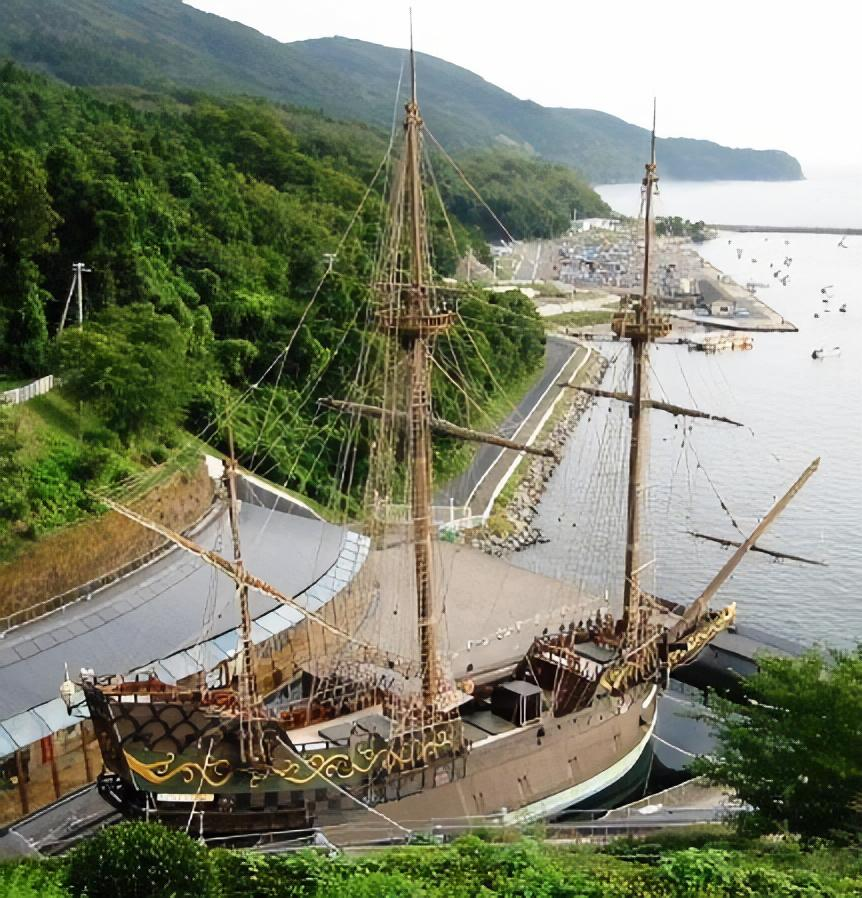
Replik der japanischen Galeone San Juan Bautista, in Ishinomaki, Japan.

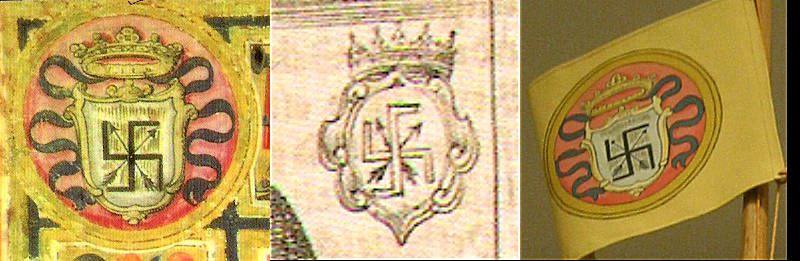
Hasekuras Wappen (Links: aus seiner Einbürgungsurkunde als römischer Bürger. Mitte: aus Scipione Amatis Geschichte des Königreiches von Voxu. Rechts: Flagge der Replik seines Schiffes im Museum von Sendai)

Hasekura Tsunenaga (japanisch 支倉 常長; * 1571; † 1622) war ein Samurai und Gefolgsmann von Date Masamune, dem Daimyō von Sendai. Er führte zwischen 1613 und 1620 eine Gesandtschaft nach Mexiko und dann nach Europa. Danach kehrte er nach Japan zurück. Hasekura war der erste offizielle Gesandte Japans in Amerika, und er war der erste Mensch, der zwischen Frankreich und Japan  Beziehungen herstellte.

## Leben
Vom Leben Hasekura Tsunenagas ist sonst wenig bekannt, außer dass sein Rufname Rokuemon (六右衛門) war und er ein Veteran der japanischen Invasionen in Korea unter Toyotomi Hideyoshi in den Jahren 1592 und 1597 war.

## Spanische Annäherungsversuche
Die Spanier begannen nach den Reisen des Andrés de Urdaneta im 16. Jahrhundert über ihre Basis auf den Philippinen mit transpazifischen Reisen zwischen Mexiko („Neu-Spanien“) und China. Manila wurde 1571 endgültig zu ihrer Basis in Asien.
Spanische Schiffe erlitten regelmäßig wegen schlechten Wetters an den Küsten Japans Schiffbruch, wodurch erste Kontakte zu diesem Land entstanden. Die Spanier wollten das Christentum in Japan verbreiten und ihren wirtschaftlichen Einfluss erweitern. Anstrengungen der Spanier, ihren Einfluss in Japan auszubauen, trafen auf den entschiedenen Widerstand der Jesuiten, die hier bereits seit 1549 missionierten, wie auch der Portugiesen und der Holländer, die beide keine Beteiligung Spaniens am Japanhandel wünschten.
1609 kam die spanische Galeone San Francisco auf ihrem Weg von Manila nach Acapulco in schlechtes Wetter und sank vor der Küste der Präfektur Chiba nahe Tokio. Die Seeleute wurden gerettet und freundlich behandelt, der Kapitän Rodrigo de Vivero traf sich sogar mit Shogun Tokugawa Ieyasu. Am 29. November 1609 wurde ein Vertrag unterzeichnet, nach dem die Spanier eine Faktorei in Ostjapan errichten durften, Bergbauspezialisten aus Mexiko nach Japan kommen sollten und es spanischen Schiffen erlaubt sein sollte, Japan bei Notwendigkeit zu besuchen. Eine japanische Gesandtschaft sollte an den spanischen Hof geschickt werden.

## Das Gesandtschaftsprojekt

### Kontext
Der Franziskaner Luis Sotelo, der in der Gegend von Edo (Tokio) missionierte, überzeugte den Shogun, ihn als Botschafter nach Neu-Spanien (Mexiko) zu schicken. 1610 segelte er mit den zurückkehrenden spanischen Seeleuten und 22 Japanern an Bord des japanischen Kriegsschiffes San Buena Ventura, das von dem englischen Abenteurer William Adams für den Shogun gebaut worden war, ab. In Nueva España traf sich Luis Sotelo mit dem Vizekönig Luis de Velazco, der zustimmte, einen Botschafter nach Japan zu schicken. Für diese Aufgabe wurde der berühmte Entdecker Sebastián Vizcaíno ausgewählt. Er bekam zusätzlich die Aufgabe, die sagenhaften Gold- und Silberinseln zu erforschen, die man östlich von Japan glaubte.
Vizcaino traf 1611 in Japan ein und hatte viele Treffen mit dem Shogun und anderen Feudalherren. Diese Treffen wurden durch seinen geringen Respekt für die japanischen Sitten, den wachsenden Widerstand der Japaner gegen die katholische Missionierung und die Intrigen der Holländer gegen die spanischen Bestrebungen überschattet. Vizcaino verließ Japan schließlich auf der Suche nach der „Silberinsel“, erlitt aber durch schlechtes Wetter schwere Schäden und wurde zur Rückkehr nach Japan gezwungen.

### Die Mission
Der Shogun entschloss sich, in Japan eine Galeone zu bauen, um Vizcaino und eine japanische Gesandtschaft, die von Br. Luis Sotelo begleitet wurde, zurück nach Nueva España zu bringen. Date Masamune, der Daimyo von Sendai, wurde mit der Leitung des Projektes beauftragt. Dieser ernannte einen seiner Gefolgsleute, Hasekura Tsunenaga, als Leiter der Mission. Die Galeone, ursprünglich von den Japanern Date Maru genannt, später von den Spaniern San Juan Bautista, baute man in nur 45 Tagen mit Unterstützung technischer Experten des Bakufu, 800 Schiffbauern, 700 Schmieden und 3000 Zimmerleuten. Zum Kapitän des Schiffes San wurde der Samurai Yokozawa Shogen bestimmt. Ziele der japanischen Gesandtschaft waren ein Handelsabkommen mit der spanischen Krone und den Papst zu treffen. Br. Sotelo hebt in seiner eigenen Erzählung der Reise die geistliche Dimension der Mission hervor:

„Ich war früher als Botschafter von Idate Masamune, der die Herrschaft über das Königreich von Oxu hat (welches der östliche Teil Japans ist), der, obwohl er noch nicht durch die Taufe als Christ wiedergeboren ist, bereits im Glauben unterwiesen ist und begierig war, dass der christliche Glauben in seinem Königreich gepredigt werden solle, zusammen mit einem anderen Edelmann an seinem Hofe, Philippus Franciscus Faxecura Rocuyemon zum römischen Senat und dem, der zu dieser Zeit des Heiligen Stuhl innehatte, Seine Heiligkeit Papst Paul V.“

Die Schreibweise Faxecura Rocuyemon folgt dabei der damaligen japanischen Aussprache (Mitteljapanische Sprache) mit /h/ als [⁠ɸ⁠], /se/ als [ɕe] und ein freies /e/ als [je].

## Transpazifische Reise
Nach der Fertigstellung lief das Schiff am 28. Oktober 1613 nach Acapulco in Mexiko aus. Es waren rund 180 Personen an Bord, darunter 10 Samurai des Shogun (ausgewählt vom Marineminister Mukai Shogen Tadakatsu), 12 Samurai aus Sendai, 120 japanische Händler, Seeleute und Diener sowie etwa 40 Spanier und Portugiesen. Das Schiff kam nach etwa dreimonatiger Reise am 25. Januar 1614 in Acapulco an und die Gesandtschaft wurde mit großem Zeremoniell empfangen. Das Ziel der Mission war jedoch, nach Europa weiterzureisen. Die Gesandtschaft verbrachte einige Zeit in Mexiko und fuhr dann an Bord der Flotte von Don Antonio Oquendo nach Veracruz. Die Flotte lief dann am 10. Juni nach Europa aus. Hasekura musste den größten Teil seiner japanischen Begleiter zurücklassen, die in Acapulco auf seine Rückkehr warten sollten.

## Reise nach Europa

### Spanien

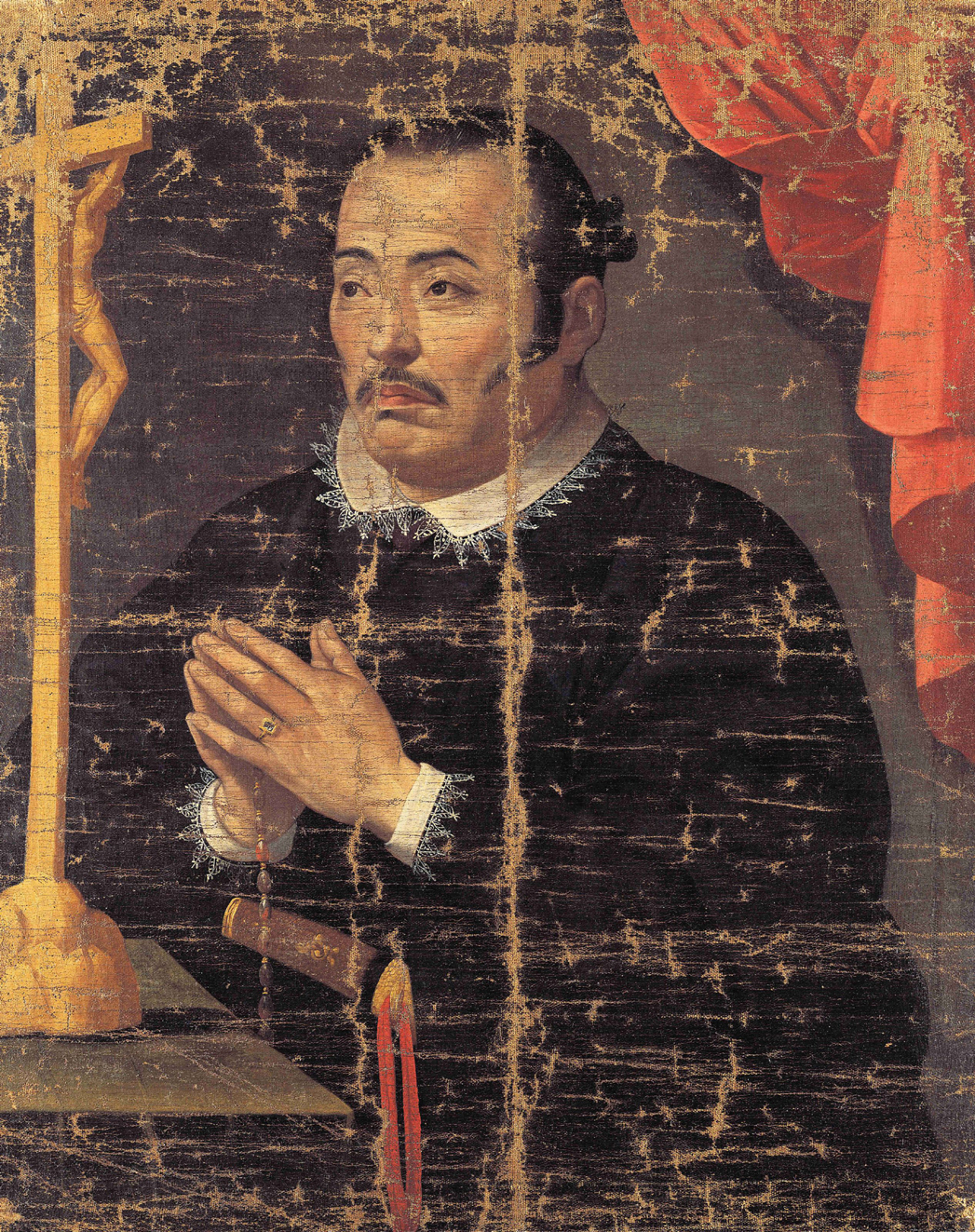
Hasekura im Gebet, nach seiner Konversion in Madrid 1615

Die Flotte traf am 5. Oktober 1614 in Sanlúcar de Barrameda ein.
„Die Flotte kam, nach der Überwindung einiger Gefahren und Stürme, schließlich sicher am 5. Oktober im Hafen von Sanlúcar de Barrameda an, wo der Herzog von Medina-Sidonia die Ankunft erwartete. Er sandte ihnen Kutschen entgegen, um sie zu ehren, empfing sie und hatte diesen heidnischen Männern eine prachtvolle Unterkunft vorbereitet.“.
„Der japanische Botschafter Hasekura Rokuemon, entsandt von Joate Masamune, dem König von Boju, zog in Sevilla am 23. Oktober 1614 ein. Er wurde von 30 Japanern mit Schwertern begleitet, ihrem Hauptmann der Wache und zwölf Bogenschützen und Hellebardieren mit farbigen Lanzen und Zeremonienschwertern. Der Hauptmann der Wache war Christ und wurde Don Thomas genannt, er war der Sohn eines der japanischen Märtyrer.“
Die japanische Gesandtschaft traf sich am 30. Januar mit König Philipp III. in Madrid. Hasekura übergab dem König einen Brief von Date Masamune sowie ein Vertragsangebot. Der König antwortete, dass er tun wolle, was er könne, um diese Bitten zu erfüllen. Hasekura wurde am 17. Februar vom Hofgeistlichen getauft und erhielt den Taufnamen Felipe Francisco.

### Frankreich

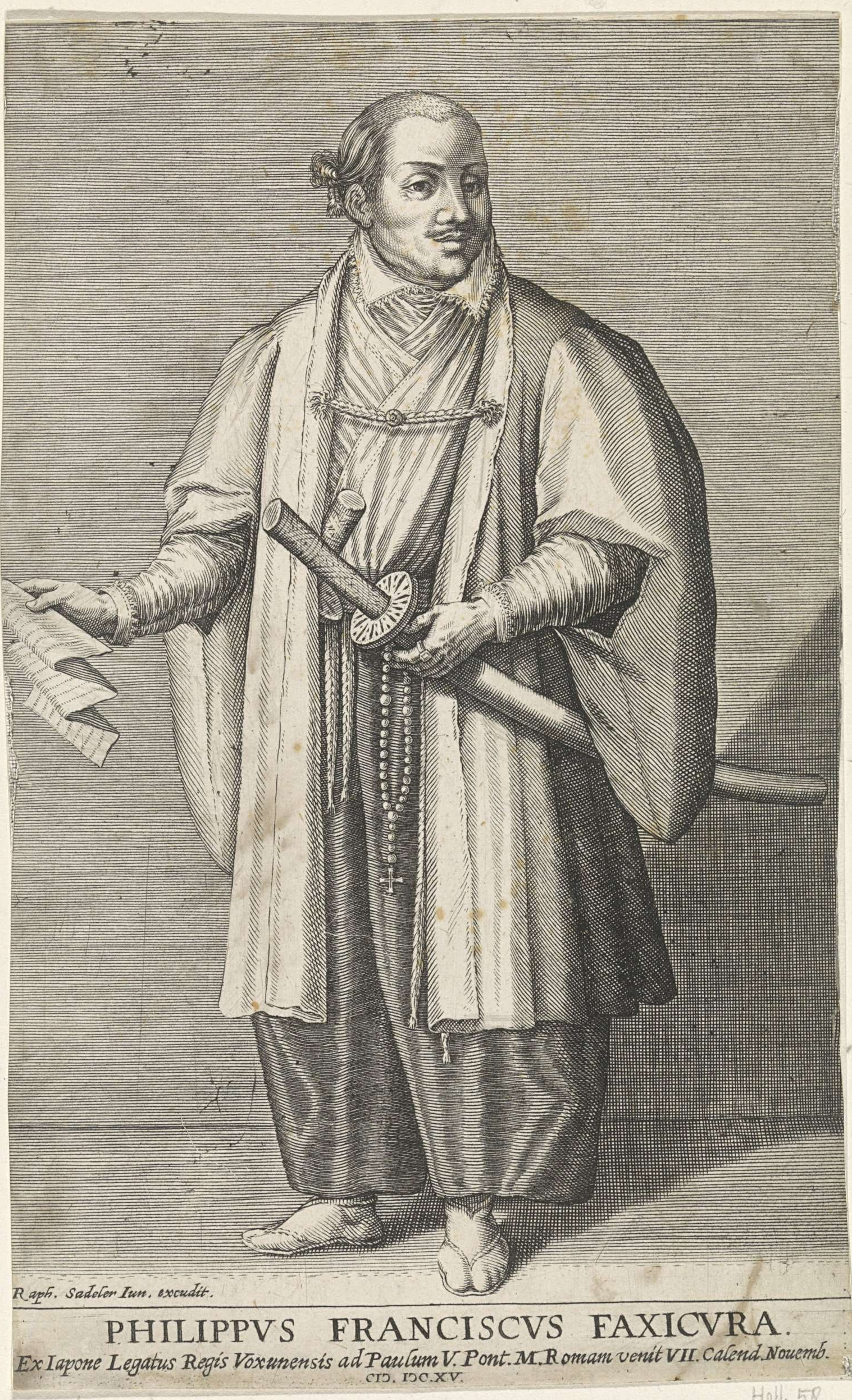
Darstellung von Hasekuras Besuch in einem europäischen Buch des 17. Jahrhunderts

Nach einer Reise quer durch Spanien segelte die Gesandtschaft auf drei Spanischen Fregatten über das Mittelmeer nach Italien. Wegen schlechten Wetters waren sie gezwungen, einige Tage im französischen Hafen Saint-Tropez Schutz zu suchen, wo sie vom lokalen Adel empfangen wurden und unter der Bevölkerung großes Aufsehen erregten. Der Besuch der japanischen Gesandtschaft ist in der Stadtchronik verzeichnet als geführt von „Philip Francis Faxicura, Botschafter zum Papst von Date Masamunni, König von Woxu in Japan“.
Viele aus damaliger Sicht bemerkenswerte Details ihres Verhaltens wurden aufgezeichnet:

„Sie berühren die Nahrung niemals mit ihren Fingern, sondern benutzen stattdessen zwei kleine Stäbchen, die sie mit drei Fingern halten. Sie putzen ihre Nase mit weichem, seidigen Papier von der Größe einer Hand, das sie niemals zweimal benutzten und das sie nach dem Gebrauch auf den Boden werfen, und sie waren erstaunt, dass sich unsere Leute um sie herum darin zu übertreffen suchten, diese aufzuheben. Ihre Schwerter schneiden so gut, dass sie weiches Papier schneiden können, wenn man es nur auf die Schneide legt und darauf bläst.“

Der Besuch von Hasekura Tsunenaga in Saint-Tropez 1615 ist das erste aufgezeichnete Beispiel französisch-japanischer Beziehungen.

### Italien

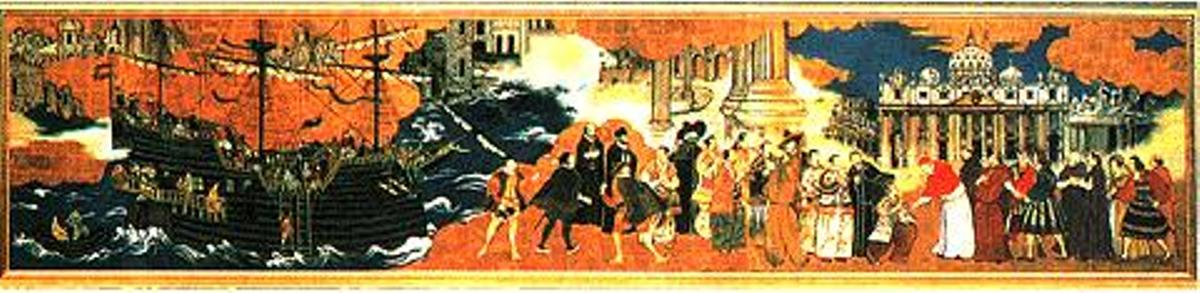
Hasekuras Gesandtschaft zum Papst in Rom 1615. Japanisches Gemälde, 17. Jahrhundert

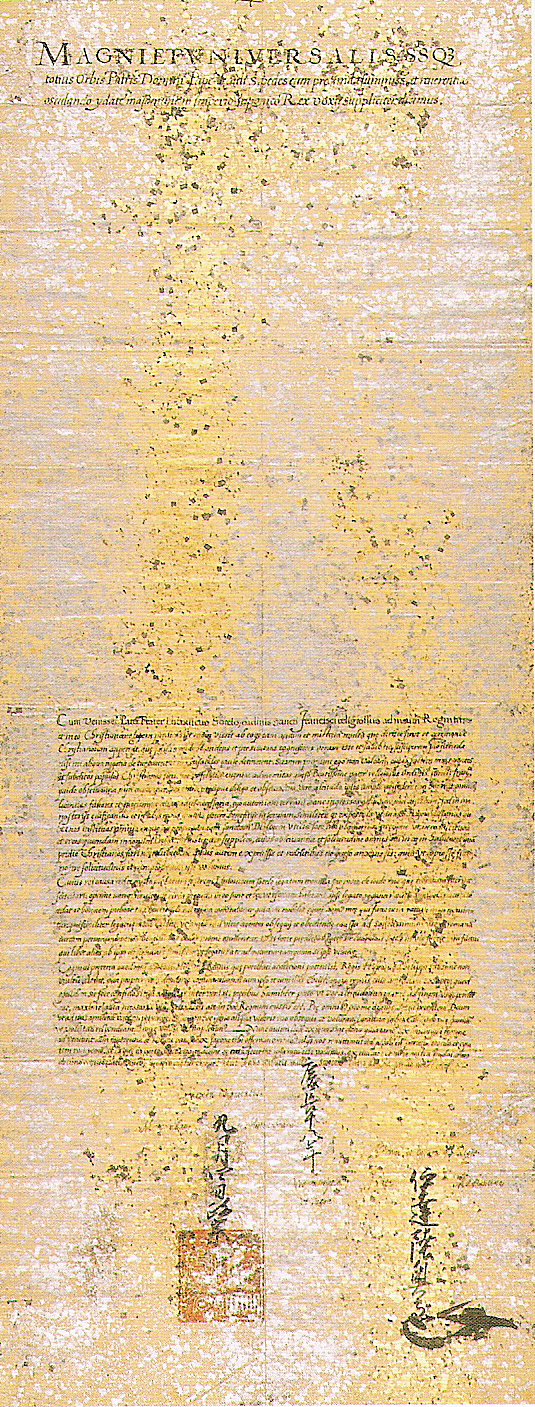
Brief von Date Masamune an den Papst, in Latein. 1613.

Die japanische Gesandtschaft reiste nach Italien, wo sie in Rom im November 1615 eine Audienz bei Papst Paul V. erhielt. Hasekura übergab dem Papst einen  Brief auf goldhaltigem Papier, der das Interesse von Date Masamune an einem Handelsvertrag zwischen Japan und Mexiko und der Entsendung christlicher Missionare nach Japan bekundete. Der Papst sagte die Entsendung von Missionaren zu, die Entscheidung über den Handelsvertrag überließ er jedoch dem spanischen König. Der Papst schrieb einen Brief an Date Masamune, von dem eine Kopie noch heute im Vatikan zu sehen ist.

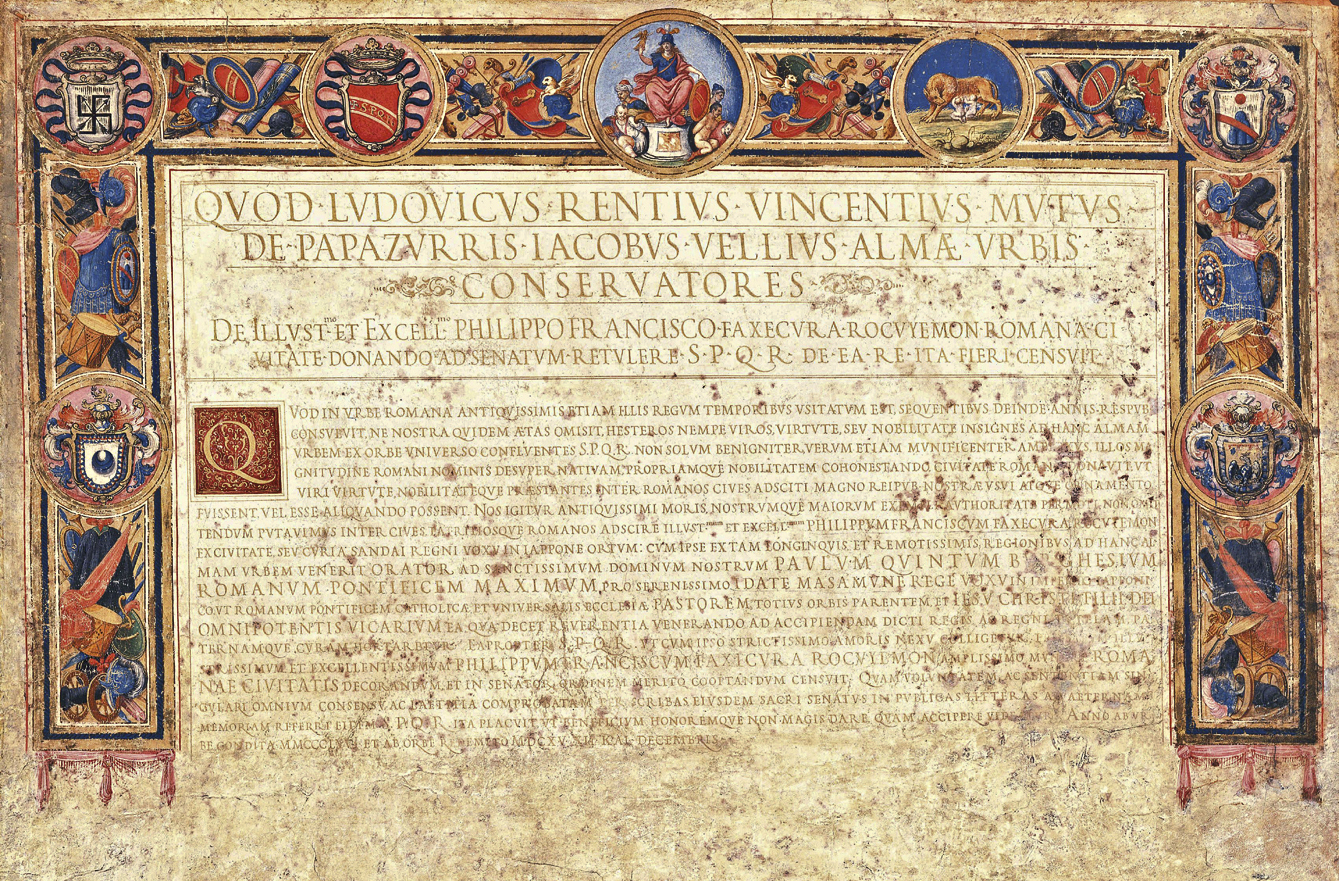
Verleihung der römischen Bürgerschaft an „Hasekura Rokuemon“

Der römische Senat gab Hasekura den Ehrentitel eines römischen Bürgers. Das entsprechende Dokument brachte er nach Japan zurück – es ist bis heute in Sendai erhalten geblieben. Der italienische Schreiber Scipione Amati, der die Gesandtschaft 1615 und 1616 begleitete, veröffentlichte in Rom ein Buch mit dem Titel „Geschichte des Königreiches von Voxu“. 1616 veröffentlichte der französische Publizist Abraham Savgrain einen Bericht über Hasekuras Besuch in Rom: Récit de l’entrée solemnelle et remarquable faite à Rome, par Dom Philippe Francois Faxicura („Bericht von dem zeremoniellen und bemerkenswerten Einzug von Dom Philippe François Faxicura in Rom“).
Sotelo beschrieb in seinem Buch von 1634 De ecclesiae Iaponicae statu relatio auch den Besuch beim Papst:

„Als wir durch die Hilfe Gottes im Jahre unseres Heils 1615 hierher gelangten, wurden wir nicht nur freundlich von seiner Heiligkeit, dem Papst, dem heiligen Kollegium der Kardinäle und einer Zusammenkunft der Bischöfe und Adeligen und sogar der Freude und allgemeinen Glücklichkeit des römischen Volkes empfangen, sondern wir und drei andere (die die japanischen Christen besonders dazu bestimmt hatten, ihre Lage in Bezug auf die christliche Religion darzulegen) wurden angehört, eine Ruhepause gegönnt und dann wie erwartet, rasch entlassen.“
(Sotelo, De ecclesiae Iaponicae statu relatio)“

### Zweiter Besuch in Spanien
Zurückgekehrt nach Spanien, traf sich Hasekura ein zweites Mal mit dem König, der jedoch die Unterzeichnung eines Handelsabkommens verweigerte, da ihm die japanische Gesandtschaft nicht als offizielle Gesandtschaft von Tokugawa Ieyasu, des Herrschers von ganz Japan, erschien. Dieser hatte – im Gegensatz zu den Zielen der Gesandtschaft – im Januar 1614 ein Edikt erlassen, das die Ausweisung aller Missionare aus Japan verfügte und die Verfolgung des christlichen Glaubens in Japan erlaubte. Die Gesandtschaft verließ Sevilla im Juni 1617 Richtung Mexiko. Man hatte zwei Jahre in Europa zugebracht. Einige der Japaner blieben in Spanien, in einer Stadt bei Sevilla namens Coria del Río, wo ihre Abkömmlinge den Familiennamen Japón tragen.

## Rückkehr nach Japan

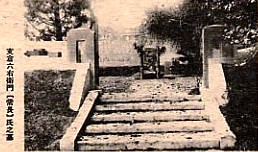
Das buddhistische Grab von Hasekura Tsunenaga, noch heute zu besichtigen. Enfukuji, Enchōzan, Miyagi

Im April 1618 kam die San Juan Bautista von Mexiko auf den Philippinen an. An Bord waren Hasekura und Luis Sotelo. Das Schiff wurde hier von der spanischen Regierung erworben, um die Verteidigung gegen die Holländer zu verstärken. Hasekura kehrte im August 1620 nach Japan zurück. Während seiner Abwesenheit waren in Japan drastische Veränderungen geschehen. Seit 1614 versuchte man, das Christentum in Japan auszurotten. Während der nun folgenden „Sakoku“- Zeit bewegte sich Japan hin auf seine völlige Isolation nach außen. Wegen der Verfolgungen wurde auch dem Handelsabkommen mit Mexiko nicht zugestimmt. Die Gesandtschaft schien daher letztlich wenig Erfolg zu haben. Hasekuras Augenzeugenberichte von der spanischen Macht und den Kolonialmethoden in Mexiko mögen aber Tokugawa Hidetadas Entscheidung, den Handel mit Spanien 1623 und die diplomatischen Beziehungen 1624 abzubrechen, mit ausgelöst haben.
Was danach mit Hasekura genau geschah, ist unbekannt, obwohl zahlreiche Berichte über seine letzten Jahre kursieren. Einige sagen, dass er sich freiwillig wieder vom Christentum lossagte, andere, dass er als Märtyrer für seinen Glauben gestorben sei, wieder andere, dass er das Christentum im Verborgenen weiter praktiziert habe. Hasekura Tsunenaga starb 1622; sein Grab ist noch heute im buddhistischen Tempel Enfuku-ji (円福寺) in Kawasaki der Präfektur Miyagi zu sehen. Sotelo gibt viele Jahre später, 1634, einen Bericht, der Hasekura als Held nach Japan zurückkehren lässt, der dort den christlichen Glauben verbreitet:

„Mein anderer Kollege, der Botschafter Philippus Faxecura, wurde, nachdem er zuvor genannten König [Date Masamune] erreichte, von ihm hoch geehrt und auf seine eigenen Ländereien geschickt, um sich nach solch langer und ermüdender Reise auszuruhen, wo er seine Frau, seine Kinder, Diener und viele andere Vasallen zu Christen machte und anderen Adeligen aus seiner Verwandtschaft riet, den Glauben anzunehmen, was diese auch taten. Während er mit diesen und anderen frommen Werken beschäftigt war, ein volles Jahr nach seiner Rückkehr, nachdem er viele unterwiesen und ein herausragendes Beispiel gegeben hatte, verschied er nach eingehender Vorbereitung im Glauben. Seinen Kindern trug er die Verbreitung des Glaubens und den Schutz der geistlichen Orden in seinem Reich auf. Der König und alle Adeligen waren wegen seines Verscheidens sehr betrübt, besonders aber die Gläubigen und Ordensleute, die die Tugend und den geistlichen Eifer dieses Mannes sehr wohl kannten. Das ist, was ich aus Briefen von den selbigen Ordensleuten hörte, die ihm die Sakramente spendeten und die bei seinem Tode zugegen waren, wie auch von anderen. (Luis Sotelo, De ecclesiae Iaponicae statu relatio)“